# مسري

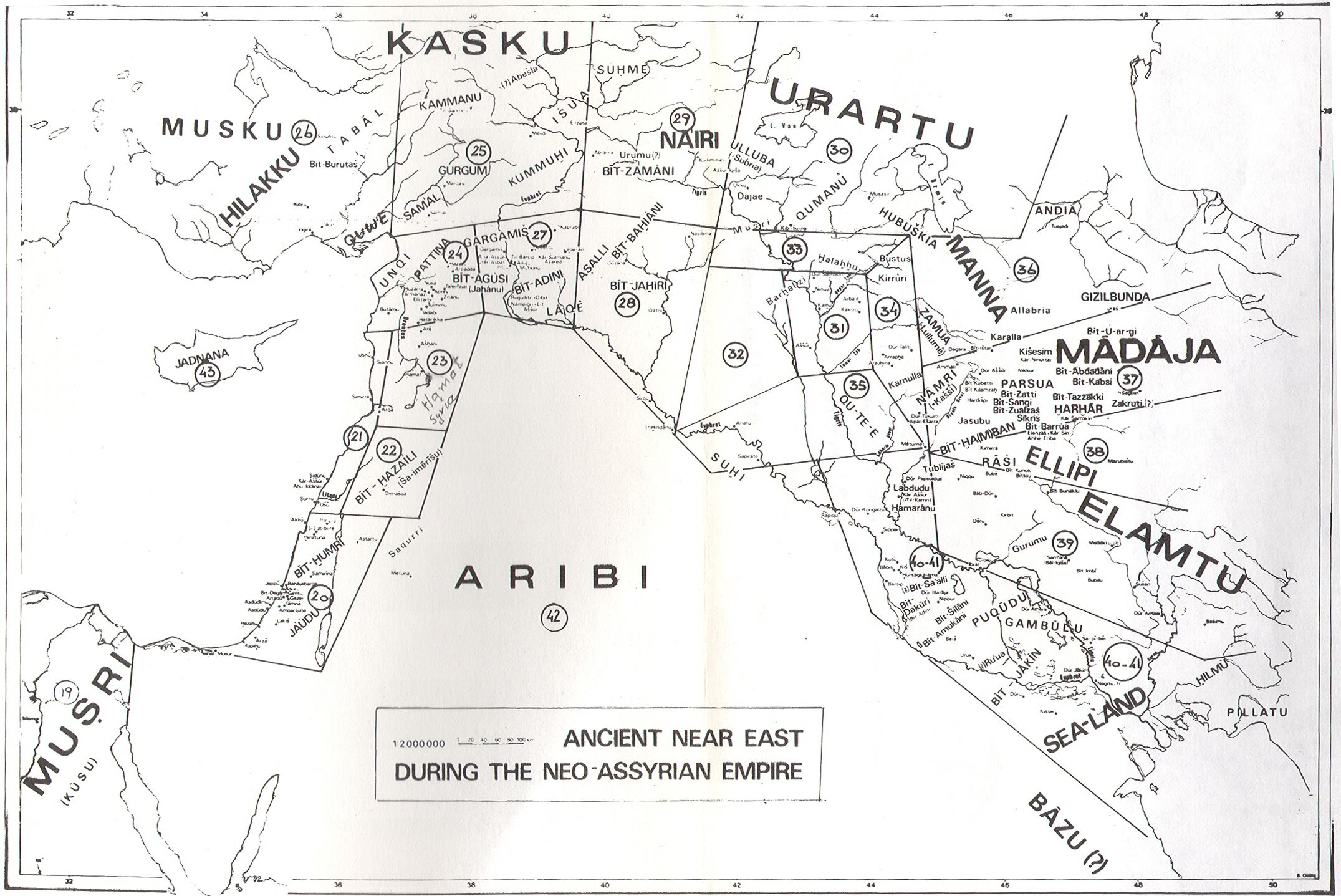
خريطة توضح المناطق التي تم ترحيل الأشخاص منها (من عوديد 1979).

مسري (في الآشورية Mu-us-ri)، أو مزري كانت مملكة سور-حيثية وأراضيًا لاحقًا من آشور، من الوضع الذي تمت مناقشته. مسري تعني «الخط» أو «الحدود» أو «العلامة» وكان من الممكن أن يمنحها الآشوريون في الأصل للأراضي الحدودية إلى الغرب. في منتصف الألفية الثانية، من المفترض أن المنطقة امتدت خلف نهر الفرات، بين ميليد (ملاطية) وجنوبًا حتى سهول سوريا.
بعد سقوط الإمبراطورية الحيثية، كانت مملكة موسور الحيثية الجديدة (مشتقة من الاسم الآشوري) أو مسواري قد أقيمت. تتوافق بلدة مسواري مع تل برسيب الحديث وتل الأحمر. تم ذكر مدينة اسمها مازوواتي على أنها ملكية لمملكة كركميش الحيثية في معاهدة بين الملك الحيثي سابيليوليوما الأول (1344-1320 قبل الميلاد) وماتيوازا من ميتاني (حوالي 1340-1320 قبل الميلاد) ولكن ليس من المؤكد تمامًا أن نفس المدينة.
قام شلمنصر الأول بغارة بين 1270 قبل الميلاد و 1260 قبل الميلاد. في بداية الربع الأول من القرن الحادي عشر قبل الميلاد، قام تغلث فلاسر الأول (سنته الثامنة أو السادسة) بحملته هناك: حكم هذا الملك حوالي 1115 قبل الميلاد إلى 1076 قبل الميلاد. وحظي ملك مسري بنصرة ملك أرض كامانو. هزم الآشوريون قبيلة المسريس أولاً ثم الكامانويون الذين أعادوا تجميع صفوفهم أو قوتوا وقاتلوا مرة أخرى على جبل تالا حيث هزموا مرة أخرى واضطروا إلى الفرار وطاردهم المنتصرون الذين وصلوا إلى الجبل. حيث عانى الكامانويون من هزيمة أخرى. دخل الآشوريون كامانو واحتلوا مدينة جاروسة المحصنة ثم حاصروا العاصمة كبشونة. أُجبرت المنطقتان على دفع جزية سنوية بعد معاناة نظام الحرب الآشوري المدمر. كما تقول السجلات «رؤوس أهل مسري قطعت كالحملان». كان الكامانوي كومانا، في كاتونيا، على ضفاف هاليس، وهناك ترك ذكرى انتصاراته على ألواح نحاسية وفي حصن بناه لتأمين فتوحاته في قيليقية. 
بحلول عام 900 قبل الميلاد، كانت بيت عديني قد بدأت في فتح مسري. غزا شلمنصر الثالث الجزء من بلاد مسري الذي سيطر عليه بيت عديني لكن الباقي ظل مستقلاً. يذكر في معركة قرقار أو كركر عام 854 قبل الميلاد وجود كتيبة قوامها 1000 رجل من مملكة مسري. جميع المشاركين في هذه المعركة كانوا من منطقة كيليكيا وسوريا وفينيقيا وفلسطين. لابد أن ولاية مسري كانت من الولايات الأقل أهمية، حيث أنها توفر عددًا قليلاً نسبيًا من الرجال، ولكن ضعف ما توفره مملكة قوء، الواقعة في جبال الأمانوس. في السنوات التالية، كان الحاكم الآشوري بيت عديني قد غزا كامل ولاية مسري على يد ملكه. تغلث فلاسر الثالث في رحلة استكشافية في عام 735 قبل الميلاد إلى أورارتو، يمر عبر أورا، في وسط بلد مسري، ولكن قد يكون هذا خطأ في القراءة أو بلدًا مختلفًا.
دولة مسرية أخرى تقع في كردستان العراق الحديثة حيث تعيش قبيلة كردية تدعى مزوري أو موسوري، إن اسم المزوري الحديث بأي حال من الأحوال مشتق من جبل مسري (جيبك مقلوب الحديث) إلى الشمال الغربي من نينوى.
تم غزو هذه الأرض من قبل الملك الآشوري آشور أوباليط الأول (1365-1330 قبل الميلاد)، وضمت في البداية إلى الدولة الآشورية. في عهد شلمنصر الأول، اندلع تمرد هناك، مما أدى إلى غزو الآشوريين، مما أدى إلى احتلال وتدمير مدينة أرين، المدينة الرئيسية لهذه الأرض. ثارت أرض مسري مرة أخرى في عهد تغلث بلاسر الأول الذي دخل أراضيها بجيشه وحاصر أرين. هذه المرة، استسلم سكان المدينة للملك الآشوري، الذي أنقذ أرين بفرض جزية سنوية على ساكنيه. في وقت لاحق، قاد ملوك آشور بيل كالا (1073-1056 قبل الميلاد) وآشور دان الثاني (934-912 قبل الميلاد) الحملات العسكرية ضد مسري.
يرتبط اسم الأرض بالتأكيد بجبل مسري /موسور المذكور في النصوص الآشورية الجديدة. يزعم سرجون الثاني (722-705 قبل الميلاد) في نقوشه أنه أقام مدينته الجديدة، دور شروكين، عند سفح جبل مسري، بينما استخدم سنحاريب (704-681 قبل الميلاد) الينابيع الموجودة في هذا الجبل لبناء مصدر جديد للمياه. نظام نينوى.